# Sadinlar (Latchine)
Sadinlar est un village de la région de Latchine en Azerbaïdjan.

## Histoire
En 1992-2020, Sadinlar était sous le contrôle des forces armées arméniennes. Le 1er décembre 2020, le village repasse sous la souveraineté de l'Azerbaïdjan, comme l'ensemble du raion de Latchine, conformément à l'accord de cessez-le-feu du Haut-Karabakh.

## Population
Selon les statistiques de 2006, la population du village de Sadinlar est de 650 personnes.

## Économie
La principale occupation de la population du village est l'élevage, l'agriculture et le jardinage.

## Culture
Il y a une école secondaire, un centre culturel, une bibliothèque dans le village de Sadinlar. Au centre du village se trouve l'ancien temple albanais.